# Française des Jeux (loterie)
Française des Jeux (FDJ) este operatorul jocurilor la loterie ale Franței și sponsorul principal al Echipei de bicicliști Française des Jeux. Numele companiei se traduce cu Jocurile franțuzești. Compania este deținută și operată de guvernul francez.
Pe lângă jocurile la loterie, compania mai oferă jocuri și pariuri online.